# The Gracious Few
The Gracious Few sind eine US-amerikanische Hardrockband aus San Francisco.

## Biografie
Nachdem die Band Live 2009 eine Auszeit genommen hatte, trafen sich drei der vier Mitglieder, um weiter gemeinsam zu spielen. Als Sänger Kevin Martin und Gitarrist Sean Hennesy von Candlebox dazustießen, entstand daraus das Projekt The Gracious Few. Als schließlich das endgültige Aus von Live feststand, wurde aus dem Projekt eine richtige Band und 2010 ging man ins Studio, um ein Album aufzunehmen. Das im September 2010 veröffentlichte und nach der Band benannte Debüt wurde von Jerry Harrison produziert. Es erreichte Platz 15 in den US-Hardrock und Platz 168 in den offiziellen Albumcharts. Eine ausgedehnte US-Tour sowie einige Konzerte in Europa folgten.

## Mitglieder
- Kevin Martin
- Sean Hennesy
- Patrick Dalheimer
- Chad Gracey
- Chad Taylor

## Diskografie
Alben
- The Gracious Few (2010)

Lieder
- Honest Man (2010)
- Appetite (2010)